# Gonzalo Asis
Gonzalo Asis (Lomas de Zamora, 28 marzo 1996) è un calciatore argentino, difensore del Patronato.

## Caratteristiche tecniche
È un terzino destro.

## Carriera
Cresciuto nelle giovanili dell'Independiente, ha esordito in prima squadra il 26 novembre 2017 in occasione del match di campionato vinto 1-0 contro il Racing Club.

## Palmarès

### Club

#### Competizioni internazionali
- Coppa Sudamericana: 1

Independiente: 2017
- Coppa Suruga Bank: 1

Independiente: 2018